# Heliophisma
Heliophisma es un género de polillas de la familia Noctuidae, subfamilia Catocalinae.

## Especies
Este género contiene las siguientes especies:
- Heliophisma catocalina (Holland, 1894)
- Heliophisma klugii (Boisduval, 1833)
- Heliophisma xanthoptera (Hampson, 1910)